# پش‌نویس:گاه‌شمار تشکیل جهان و پیدایش حیات
گاه‌شمار جهان تاریخ جهان  را بر اساس کیهان‌شناسی مه‌بانگ توصیف می‌کند. 
نخستین مراحل وجودی جهان تقریباً ۱۳.۸ میلیارد سال با عدم قطعیتی در حدود ۲۱ میلیون سال در بازه اطمینان ۶۸٪ تخمین زده می‌شود.
ساده‌تر است که گاه‌شماری جهان را از لحظه‌ پیدایش آن به پنج بخش تقسیم نمود.

## جهان بسیار جوان
نخستین پیکوثانیه‌های زمان کیهانی. این مرحله شامل دوره پلانک است که طی آن قوانین فعلی فیزیک ممکن است برقرار نباشند؛ پیدایش نیروهای بنیادی چهارگانه (نخست گرانش و سپس الکترومغناطیس و هسته‌ای قوی و ضعیف؛ و انبساط فضا و فراسرمایش جهان همچنان بسیار داغ بر اثر تورم کیهانی.
لرزش‌های بسیار کوچک جهان در این مرحله، اساس تشکیل ساختارهای بزرگی هستند که بعداً شکل گرفتند. میران درک مراحل مختلف جهان بسیار جوان متفاوت است. مراحل نخستین آن از دسترس آزمون‌های عمل در فیزیک ذرات خارج است اما می‌تواند از طرق دیگری مورد بررسی قرار بگیرد.

## جهان اولیه
طی حدود ۳۷۰۰۰۰ سال، نخست انواع ذرات زیراتمی در مراحلی بوجود آمدند. تعداد ذرات ماده و ضدماده تقریباً برابر بود بنابراین اکثر ذرات به سرعت یکدیگر را نابود کردند و تنها میزان اندکی ماده اضافی در جهان باقی‌ماند.
پس از حدود یک ثانیه نوترینوها واجفتیده شدند؛ این نوترینوها نوترینوی زمینه کیهانی (CνB) را شکل دادند. اگر سیاه‌چاله‌های نخستین وجود داشته‌باشند، آنها نیز می‌بایست در حدود ثانیه یکم زمان کیهانی بوجود آمده باشند. ذرات زیراتمی مرکب مثل پروتون‌ها و نوترون‌ها پدید آمدند و از حدود دقیقه دوم، شرایط برای هسته‌زایی مساعد شد: در حدود ۲۵٪ پروتون‌ها و همه نوترون‌ها با همجوشی به هسته‌های عناصر سنگین‌تر تبدیل شدند (ابتدا دوتریوم که خود به هلیم-۴ همجوشی می‌شود).
پس از بیست دقیقه جهان دیگر برای همجوشی هسته‌ای به اندازه کافی داغ نبود، اما همچنان برای بوجود آمدن اتمهای خنثی یا اینکه فوتون‌ها بتوانند مسیری طولانی را طی کنند، بسیار داغ بود. به همین دلیل جهان یک پلاسمای کدر بود.
دوره بازترکیبی پس از حدود ۱۸۰۰۰ سال، با ترکیب الکترون‌ها با هسته هلیم و تشکیل He+
 آغاز شد. پس از حدود ۴۷۰۰۰ سال با سرد شدن جهان، رفتار آن بیشتر در تسلط ماده بود تا تابش. و پس از گذشت ۱۰۰۰۰۰ سال  و تشکیل هلیم خنثی، نخستین مولکولی که به وجود آمد هیدرید هلیم بود (بسیار بعدتر هیدروژن و هیدرید هلیم با هم واکنش دادند و هیدروژن مولکولی که سوخت لازم برای نخستین ستارگان بود). بعد از تقریباً ۳۷۰۰۰۰ سال تشکیل اتمهای خنثای هیدروژن به پایان رسید و در نتیجه جهان برای نخستین بار شفاف شد. اتمهای خنثای تشکیل شده (عمدتاً هیدروژن و هلیم و کمی لیتیم) به سرعت با آزاد کردن فوتون‌ها (واجفتیدگی فوتون) به پایین‌ترین سطح انرژی (حالت پایه) رسیدند و این فوتون‌ها همچنان به شکل ریزموج زمینه کیهانی (CMB) قابل تشخیص هستند.

## عصر تاریکی
پس از حدود ۳۷۰۰۰ سال تا ۱ میلیارد سال، پس از دوره بازترکیبی و واجفتیدگی، جهان شفاف بود اما ابرهای هیدروژنی بسیار به کندی رمبش می‌کردند تا ستاره‌ها تشکیل شوند، به همین دلیل هیچ منبع نور جدیدی وجود نداشت. تنها فوتونهای (تابش الکترومغناطیسی، یا نور) موجود درجهان آنهایی بودند که طی واجفتیدگی آزاد شده‌بوند (که امروزه به شکل تابش زمینه کیهانی قابل مشاهده‌اند) و اتمهای هیدروژن گاهی تابش رادیویی ۲۱ سانتی‌متری داشتند. فوتون‌های جدا شده ابتدا سراسر جهان را پر از درخششی نارنجی  کردند و سپس بر اثر پدیده انتقال به سرخ،  پس از سه میلیون سال به طول موجهای نامرئی تغییر یافتند و جهان از نور مرئی تهی شد. این دوره به نام عصر تاریکی کیهانی شناخته می‌شود.
حدوداً در بازه بین ۱۰ تا ۱۷ میلیون سال  پس از پیدایش دمای جهان برای تشکیل آب مایع مناسب بود(۰ - ۱۰۰ درجه سلسیوس) و بنا بر برخی نظرات، سیاره‌های سنگی و حیات ممکن است اندکی شکل گرفته باشد.

## پیدایش ساختارهای بزرگ
در نقطه‌ای بین ۲۰۰ تا ۵۰۰ میلیون سال، نخستین نسلهای ستارگان و کهکشانها تشکیل شدند (زمان دقیق آن همچنان در حال تحقیق و بررسی است) و نخستین ساختارهای بزرگ به تدریج شکل گرفتند. نخستین نسل ستارگان هنو رصد نشده‌اند. این ستارگان احتمالاً بسیار بزرگ (۱۰۰-۳۰۰ جرم خورشیدی) و غیر فلزی بودندو طول عمری بسیار کوتاهتر از ستارگانی که امروزه مشاهده می‌کنیم، داشتند. سوخت هیدروژنی آنها به سرعت به اتمام می‌رسید و به شکل یک ابرنواختر ناپایداری جفتی  پس از چند میلیون سال منفجر می‌شدند. برخی نظریات معتقدند که ممکن است ستارگان کوچکی نیز شکل گرفته باشند که همچنان در حال سوختن باشند اما به هر حال نسل اولیه ابرنواخترها بیشتر عناصر شیمیایی که امروزه می‌بینیم را بوجود آوردند.
خوشه‌های کهکشانی و ابرخوشه‌ها با گذشت زمان پدید آمدند. در نقطه‌ای از زمان، فوتون‌های پرانرژی ساطع شده از ستارگان، کهکشان‌های کوتوله و شاید اختروش‌ها منجر به دوره‌ای از بازیونیدگی شد که به تدریج پس از ۲۵۰ تا ۵۰۰ میلیون سال آغاز شد و پس از حدود ۷۰۰ تا ۹۰۰ میلیون سال کامل شد و پس از ۱ میلیارد سال رو به کاهش گذاشت. جهان به تدریج تبدیل به جهانی شد که امروزه می‌بینیم و دوران تاریکی پس از حدود ۱ میلیارد سال به پایان رسید.

## جهان به شکل کنونی آن
از حدود یک میلیارد سال پس از پیدایش به مدت تقریباً ۱۲.۸ میلیارد سال جهان بسیار شبیه شکل امروزی آن بوده‌است و تا میلیاردها سال دیگر تقریباً به همین شکل خواهد ماند. دیسک نازک کهکشان ما پس  از حدود ۵ میلیارد سال شروع به تشکیل شدن نمود و منظومه شمسی پس از حدود ۹.۲ میلیارد سال و نخستین رد حیات روی زمین پس از حدود ۱۰.۳ میلیارد سال بوجود آمدند.
نازک شدن ماده در گذر زمان توانایی گرانش در کاستن از سرعت انبساط جهان را کاهش داد؛ در مقابل، انرژی تاریک (که گمان می‌رود یک میدان نرده‌ای موجود در سراسر جهان است) فاکتور ثابتی است که تمایل به تسریع انبساط جهان دارد. انبساط جهان در حدود ۵ تا ۶ میلیارد سال قبل از نقطه عطفی گذر کرد و وارد دوره نوین «تسلط انرژی تاریک» شد که در آن اکنون انبساط جهان در حال شتاب گرفتن است تا کند شدن. جهان امروز تقریباً به خوبی فهمیده شده اما فراتر از حدود ۱۰۰ میلیارد سال از زمان کیهانی (در حدود ۸۶ میلیارد سال آینده)، عدم قطعیت در دانش کنونی بشر بدین معناست که در مورد اینکه جهان در چه مسیری پیش خواهدرفت، اطمینانی نداریم

### خلاصه جدولی
نکته: دمای تابش در جدول زیر مربوط به تابش زمینه کیهانی است.
| دوره                               | زمان | انتقال به سرخ | دمای تابش (انرژی)              | توضیح |
| ---------------------------------- | --- | ------------- | ------------------------------ | --- |
| دوره پلانک                         | ۱۰−۴۳s> |               | ۱۰۳۲K< ( ۱۰۱۹GeV<)             | مقیاس پلانک مقیاس فیزیکی است که اگر از آن فراتر رویم ممکن است نظریه‌های فعلی فیزیکی صادق نباشند و نتوان از آنها برای تحلیل آنچه رخ داده‌است استفاده نمود. چنین پنداشته می‌شود که در حین دوره پلانک، کیهان‌شناسی و فیزیک در تسخیر آثار گرانش کوانتومی بوده است.                                                                              |
| دوره وحدت بزرگ                     | ۱۰−۳۶s> |               | ۱۰۲۹K< ( ۱۰۱۶GeV<)             | سه نیروی مدل استاندارد همچنان یکپارچه هستند(با این فرض که طبیعت با نظریه وحدت بزرگ بدون توصیف شود) |
| دوره تورمی دوره الکتروضعیف         | ۱۰−۳۲s> |               | ۱۰۲۸K ~ ۱۰۲۲K ( ۱۰۹~۱۰۱۵GeV)   | تورم کیهانی جهان را با فاکتوری در مرتبه ۱۰۲۶ در طول زمانی در مرتبه ۳۶-۱۰ تا ۳۲-۱۰ ثانیه منبسط می‌کند |
| پایان دوره الکتروضعیف              | ۱۰−۱۲s |               | ۱۰۱۵K ( ۱۵۰GeV)                | |
| دوره کوارک                         | ۱۰-۱۲s ~ ۱۰-۵s |               | ۱۰۱۵K ~ ۱۰۱۲K ( ۱۵۰Gev~۱۵۰MeV) | نیروهای مدل استاندارد به شکل «دما-پایین» سازماندهی می‌شوند: برهم‌کنش‌های هیگز و الکتروضعیف به صورت بوزون پرجرم هیگز H0, نیروی هسته‌ای ضعیف که توسط بوزنهای W+, W-, وZ0 حمل می‌شوند، و الکترومغناطیس که با فوتونهای بدون جرم حمل می‌شود. انرژی کوارک‌ها بسیار بالاتر ا آن است که هادرون‌ها تشکیل شوند؛ در عوض تشکیل پلاسمای کوارک-گلوئون می‌دهند. |
| دوره هادرون                        | ۱۰-۵s ~ ۱s |               | ۱۰۱۲K ~ ۱۰۱۰K ( ۱۵۰Mev~۱MeV)   | |
| واجفتیدگی نوترینو                  | ۱s |               | ۱۰K ( ۱MeV)                    | |
| دوره لپتون                         | ۱s ~ ۱۰s |               | ۱۰K ~ ۱۰۹K ( ۱Mev~۱۰۰KeV)      | |
| هسته‌زایی مه‌بانگ                    | ۱۰s ~ ۱۰۳s |               | ۱۰۹K ~ ۱۰۷K ( ۱۰۰Kev~۱KeV)     | |
| دوره فوتون                         | ۱۰s ~ ۳۷۰Ka |               | ۱۰۷K ~ ۴۰۰۰K ( ۱۰۰Kev~۰/۴eV)   | |
| دوره بازترکیبی                     | ۱۸Ka ~ ۳۷۰Ka | ۶۰۰۰ ~ ۱۱۰۰   | ۴۰۰۰K (۰/۴eV)                  | |
| دوره تاریکی                        | ۳۷۰ka ~ ۱۵۰Ma (به طور کامل پس از ۱Ga به پایان رسید)                                                                          | ۱۱۰۰ ~ ۲۰     | ۴۰۰۰K ~ ۶۰K                    | |
| شکل‌گیری و تکامل ستارگان و کهکشانها | نخستین کهکشانها: از حدود۳۰۰–۴۰۰Ma (نخستین ستارگان: همان یا زودتر) کهکشانهای نوین: ۱Ga~۱۰Ga (زمان دقیق هنوز در دست تحقیق است) | از حدود ۲۰    | از حدود ۶۰K                    | |
| بازیونیده‌شدن                       | شروع: ۲۵۰Ma ~ ۵۰۰Ma تکمیل: ۷۰۰Ma ~ ۹۰۰Ma پایان: ۱Ga (تمام زمانها تقریبی است)                                                 | ۲۰ ~ ۶        | ۶۰K ~ ۱۹K                      | |
| عصر حاضر                           | ۱۳/۸Ga | ۰             | ۲/۷K                           | |

به گاه‌شمار طبیعت زیر دقت کنید
به عبارتی دیگر
- ۱۳٫۷ ± ۰٫۲ میلیارد سال پیش {۱۳،۷۰۰ میلیون سال پیش}: سن محاسبه‌شدهٔ گیتی مطابق با نظریهٔ مه‌بانگ
- ۱۳،۶۰۰-۱۳،۵۰۰: اولین ستارهها شروع به درخشش کردند
- ۱۳،۲۰۰ Ma: سن قدیمی‌ترین ستارهٔ موجود در کهکشان اچ‌ای ۱۵۲۳-۰۹۰۱.
- ۱۳،۱۰۰ Ma: کهکشان‌ها شروع به شکل‌گیری می‌کنند
- ۱۲،۷۰۰ Ma: سن اختروش CFHQS 1641+3755
- ۹،۰۰۰ Ma: اولین فلزیگی و ستاره‌های همانند خورشید

## اولین منظومهٔ خورشیدی
[ویرایش]
در تاریخچهٔ آغاز منظومهٔ شمسی، خورشید، سیارات و غول‌های گازی شکل گرفتند. بخش درونی منظومه شمسی آهسته‌تر از بخش بیرونی جمع‌می‌شود، به همین دلیل سیارات سنگی همانند زمین و ماه هنوز شکل نگرفته‌اند.
- حدود ۴،۵۷۰ Ma: انفجار یک ابرنواختر بزرگ باعث ایجاد موجی شوکی در منطقه‌ای متراکم در کهکشان راه شیری می‌شود.
- ۴،۵۶۷ ± ۳ Ma: فروپاشی سریع هیدروژن باعث ایجاد سومین نسل فلزیگی و خورشید می‌شود که در منطقه‌ای قابل سکونت حدود ۲۵،۰۰۰ سال نوری از مرکز کهکشان راه شیری رخ می‌دهد.
- ۴،۵۶۶±۲ Ma: یک دیسک گازی (که زمین بعداً از آن تشکیل می‌شود) به دور خورشید جوان که در حالت تی ثوری قرار دارد، می‌چرخد.
- ۴،۵۶۰–۴۵۵۰ Ma: زمین در منطقهٔ سردتر قابل سکونت منظومه شمسی تشکیل می‌شود. ثابت خورشیدی در این مرحله ۷۳ ٪ بود، با این وجود گفته می‌شود که آب در این زمان روی زمین وجود داشت که به دلیل اثر گلخانه‌ای شدید از گازهای متان و کربن دی‌اکسید به وجود آمده بود.

## دوران هادئن
[ویرایش]
مقالهٔ اصلی: هادئن
عصر هادئن به انگلیسی Hadeon Eon نامیده می‌شود. EON اندازه‌ای از زمان است که در مقیاس زمانی زمین‌شناسی از آن استفاده می‌شود. Eonها شامل دوره‌های مختلفی هستند که به Period (دوره)، Epochs (عصر) و Ages تقسیم می‌شوند.
- ۴،۵۳۳ Ma: بنابر فرضیهٔ «برخورد بزرگ» بعد از شکل‌گیری زمین، ماه از زمین به وجود می‌آید. زمین در این زمان اندازهٔ کوچکتری از حال حاضر دارد (به دلیل این برخورد) به واسطهٔ این برخورد بزرگ، مواد سنگی بسیار زیادی از زمین خارج شده و در مدار آن شروع به چرخش می‌کنند که چند میلیون سال به عنوان یک حلقه در گردش دور زمین باقی می‌ماند و در نهایت ماه در طول چند میلیون سال از این حلقه شکل می‌گیرد. در این زمان زمین توسط اقیانوسی از مواد مذاب به عمق ۲۰۰ کیلومتر پوشیده‌شده است. در این زمان هیچ اثری از زندگی روی زمین دیده نمی‌شود. تخلیهٔ گاز از سنگ‌ها به زمین اتمسفری کاهش‌شده شامل متان, نیتروژن, هیدروژن, آمونیاک و بخار آب، با مقادیر کمی از سولفید هیدروژن و بعدها کربن دی‌اکسید می‌دهد. با تخلیهٔ گاز در سال‌های آتی با دمای بیش از ۱۰۰۰ تا ۱۵۰۰ کلوین، نیتروژن و آمونیا کاهش می‌یابند و جای خود را به متان، کربن مونوکسید، کربن دی‌اکسید، بخار آب و هیدروژن می‌دهند.
- ۴۴۵۰ Ma: در طول ۱۰۰ میلیون سال از تشکیل ماه آنورتوزیت در سطح ماه تشکیل شده‌است. در زمین عصر بارانی آغاز می‌شود که لایهٔ زمین را از وجود مواد مذاب خنک کرده و اجازهٔ تشکیل اقیانوس‌ها را می‌دهد.

تاریخ‌نگاری تشکیل و تکامل منظومهٔ خورشیدی
| فاز              | زمان از تشکیل خورشید                             | زمان از حال                | رویداد |
| ---------------- | ------------------------------------------------ | -------------------------- | --- |
| سیستم قبل‌خورشیدی | میلیاردها سال پیش از تشکیل منظومهٔ خورشیدی        | بیش از ۴٫۶ میلیارد سال پیش | نسل‌های قبلی ستارگان زندگی می‌کردند و می‌مردند، لذا فلزات سنگین به فضای میان‌ستاره‌ای تزریق می‌شد، فضایی که منظومهٔ خورشیدی در آن تشکیل گشت.> |
| سیستم قبل‌خورشیدی | تقریباً ۵۰ میلیون سال پیش از تشکیل منظومهٔ خورشیدی | ۴٫۶ میلیارد سال پیش        | اگر منظومهٔ خورشیدی در یک منطقه تشکیل ستاره مانند سحابی شکارچی شکل گرفته بود، پیش از آن ستارگان بسیار سنگینی تشکیل شدند، زندگی کردند، مردند و به شکل ابرنواختر منفجر گشتند. یک ابرنواختر ویژه که ابرنواختر اولیه نام دارد، احتمالاً تشکیل منظومهٔ خورشیدی را کلید زده‌است. |
| تشکیل خورشید     | ۰–۱۰۰ هزار سال                                   | ۴٫۶ میلیارد سال پیش        | ابر قبل خورشیدی تشکیل شد و شروع به فروریختن کرد. خورشید شروع به تشکیل شدن نمود. |
| تشکیل خورشید     | ۱۰۰ هزار تا ۵۰ میلیون سال                        | ۴٫۶ میلیارد سال قبل        | خورشید یک پیش‌ستارهٔ تی ثوری است. |
| تشکیل خورشید     | ۱۰۰ هزار تا ۱۰ میلیون سال                        | ۴٫۶ میلیارد سال قبل        | سیاره‌های خارجی تشکیل می‌شوند. با گذر ۱۰ میلیون سال، گاز موجود در دیسک پیش‌سیاره‌ای تمام می‌شود و تشکیل سیارات خارجی به پایان می‌رسد. |
| تشکیل خورشید     | ۱۰ میلیون تا ۱۰۰ میلیون سال                      | ۴٫۵ تا ۴٫۶ میلیارد سال پیش | سیارات زمین‌سان و ماه تشکیل می‌شوند. تأثیرات عظیم روی می‌دهد. آب به زمین می‌رسد. |
| رشتهٔ اصلی        | ۵۰ میلیون سال                                    | ۴٫۵ میلیارد سال پیش        | خورشید به یک ستارهٔ رشتهٔ اصلی تبدیل می‌شود. |
| رشتهٔ اصلی        | ۲۰۰ میلیون سال                                   | ۴٫۴ میلیارد سال پیش        | قدیمی‌ترین سنگ‌های شناخته‌شده بر سطح زمین شکل می‌گیرند |
| رشتهٔ اصلی        | ۵۰۰ میلیون تا ۶۰۰ میلیون سال                     | ۴٫۰ تا ۴٫۱ میلیارد سال پیش | تشدید در مدارهای مشتری و کیوان نپتون را به خارج از کمربند کویپر پرتاب می‌کند. آخرین بمباران سنگین در منظومهٔ خورشیدی داخلی روی می‌دهد. |
| رشتهٔ اصلی        | ۸۰۰ میلیون سال                                   | ۳٫۸ میلیارد سال پیش        | پیدایش حیات روی می‌دهد. ابر اورت به بیشترین جرم خود می‌رسد. |
| رشتهٔ اصلی        | ۴٫۶ میلیارد سال                                  | امروز                      | خورشید یک ستارهٔ رشتهٔ اصلی باقی‌می‌ماند، روز به روز بزرگ‌تر، گرم‌تر و درخشان‌تر می‌شود (به‌طور تقریبی هر ۱ میلیارد سال، ۱۰ درصد). |
| رشتهٔ اصلی        | ۶ میلیارد سال                                    | ۱٫۴ میلیارد سال بعد        | دامنهٔ زندگی خورشید از مدار زمین خارج می‌شود و احتمالاً به مدار مریخ می‌رسد. |
| رشتهٔ اصلی        | ۷ میلیارد سال                                    | ۲٫۴ میلیارد سال بعد        | کهکشان راه شیری و کهکشان زن برزنجیر برخورد می‌کنند. پیش از ادغام دو کهکشان، زن برزنجیر تغییراتی جزئی در منظومهٔ خورشیدی وارد می‌کند. |
| رشتهٔ پس اصلی     | ۱۰ تا ۱۲ میلیارد سال                             | ۵–۷ میلیارد سال بعد        | خورشید شروع به سوزاندن هیدروژن پوستهٔ اطراف هستهٔ خود می‌کند، و زندگی آن به عنوان رشتهٔ اصلی پایان می‌یابد. خورشید شروع به صعود در شاخهٔ غول سرخ نمودار هرتسپرونگ-راسل می‌کند، فروزندگی آن به‌طور شدید افزایش می‌یابد (تا ۲٬۷۰۰ برابر)، شعاعش بزرگ‌تر می‌شود (۲۵۰ برابر) و سردتر می‌گردد (تا ۲٬۶۰۰ کلوین پایین می‌آید): اکنون خورشید یک غول سرخ است. عطارد، و احتمالاً زهره و زمین بلعیده می‌شوند. شاید قمر تایتان کیوان، قابل سکونت باشد. |
| رشتهٔ پس اصلی     | تقریباً ۱۲ میلیارد سال                            | تقریباً ۷ میلیارد سال بعد   | خورشید با عبور از فازهای شاخهٔ افقی و شاخهٔ غول مجانبی تقریباً ۳۰ درصد جرمش را از دست می‌دهد. با پرتاب سحابی سیاره‌نما فاز شاخهٔ غول مجانبی پایان می‌یابد، و هستهٔ خورشید به عنوان کوتولهٔ سفید باقی می‌ماند. |
| خورشید باقی‌مانده | تقریباً ۱ کادریلیون سال                           | تقریباً ۱ کادریلیون سال بعد | خورشید تا ۵ درجهٔ سانتی‌گراد سرد می‌شود. گرانش ستارگان عبوری، سیارات را از مدارهایشان خارج می‌کند. داستان منظومهٔ خورشیدی پایان می‌یابد. |

1. ↑  Planck Collaboration (October 2016). "Planck 2015 results. XIII. Cosmological parameters". Astronomy & Astrophysics. 594: Article A13. arXiv:1502.01589. Bibcode:2016A&A...594A..13P. doi:10.1051/0004-6361/201525830. S2CID 119262962. The Planck Collaboration in 2015 published the estimate of 13.799 ± 0.021 billion years ago (68% confidence interval). See PDF: page 32, Table 4, Age/Gyr, last column.
2. ↑  (Ryden 2006، eq. 6.41)
3. ↑  (Tanabashi, M. 2018، ص. 358، chpt. 21.4.1: "Big-Bang Cosmology" (Revised September 2017) by Keith A. Olive and John A. Peacock.)
  - Notes: Edward L. Wright's Javascript Cosmology Calculator (last modified 23 July 2018). With a default {\displaystyle H_{0}} = ۶۹٫۶ (based on WMAP9+SPT+ACT+6dFGS+BOSS/DR11+H0/Riess) parameters, the calculated age of the universe with a redshift of z = 1100 is in agreement with Olive and Peacock (about 370,000 years).
  - (Hinshaw، Weiland و Hill 2009). See PDF: page 45, Table 7, Age at decoupling, last column. Based on WMAP+BAO+SN parameters, the age of decoupling occurred ۳۷۶۹۷۱+۳۱۶۲
−۳۱۶۷ years after the Big Bang.
  - (Ryden 2006، صص. 194–195). "Without going into the details of the non-equilibrium physics, let's content ourselves by saying, in round numbers, zdec ≈ 1100, corresponding to a temperature Tdec ≈ 3000 K, when the age of the universe was tdec ≈ 350,000 yr in the Benchmark Model. (...) The relevant times of various events around the time of recombination are shown in Table 9.1. (...) Note that all these times are approximate, and are dependent on the cosmological model you choose. (I have chosen the Benchmark Model in calculating these numbers.)"
4. ↑  Chen, Ke-Jung; Heger, Alexander; Woosley, Stan;  et al. (1 September 2014). "Pair Instability Supernovae of Very Massive Population III Stars". The Astrophysical Journal. 792 (1): Article 44. arXiv:1402.5960. Bibcode:2014ApJ...792...44C. doi:10.1088/0004-637X/792/1/44. S2CID 119296923.
5. ↑  del Peloso, Eduardo F.; da Silva, Licio; Porto de Mello, Gustavo F.;  et al. (5 September 2005). "The age of the Galactic thin disk from Th/Eu nucleocosmochronology - III. Extended sample" (PDF). Stellar atmospheres. Astronomy & Astrophysics. 440 (3): 1153–1159. arXiv:astro-ph/0506458. Bibcode:2005A&A...440.1153D. doi:10.1051/0004-6361:20053307. S2CID 16484977. Archived (PDF) from the original on 2 May 2019.
6. ↑  Charles H. Lineweaver (2001). "An Estimate of the Age Distribution of Terrestrial Planets in the Universe: Quantifying Metallicity as a Selection Effect". Icarus. 151 (2): 307. arXiv:astro-ph/0012399. Bibcode:2001Icar..151..307L. doi:10.1006/icar.2001.6607.
7. ↑  J. Jeff Hester, Steven J. Desch, Kevin R. Healy, Laurie A. Leshin (21 May 2004). "The Cradle of the Solar System". Science. 304 (5674): 1116–1117. Bibcode:2004Sci...304.1116H. doi:10.1126/science.1096808. PMID 15155936.{{cite journal}}:  نگهداری یادکرد:نام‌های متعدد:فهرست نویسندگان (link)
8. ↑  Martin Bizzarro, David Ulfbeck, Anne Trinquier, Kristine Thrane, James N. Connelly, Bradley S. Meyer (2007). "Evidence for a Late Supernova Injection of 60Fe into the Protoplanetary Disk". Science. 316 (5828): 1178–1181. Bibcode:2007Sci...316.1178B. doi:10.1126/science.1141040. PMID 17525336.{{cite journal}}:  نگهداری یادکرد:نام‌های متعدد:فهرست نویسندگان (link)
9. 1 2 3  Douglas N. C. Lin (May 2008). "The Genesis of Planets" (fee required). Scientific American. 298 (5): 50–59. doi:10.1038/scientificamerican0508-50. PMID 18444325.
10. 1 2  R. Gomes, H. F. Levison, K. Tsiganis, A. Morbidelli (2005). "Origin of the cataclysmic Late Heavy Bombardment period of the terrestrial planets" (PDF). Nature. 435 (7041): 466–9. Bibcode:2005Natur.435..466G. doi:10.1038/nature03676. PMID 15917802.{{cite journal}}:  نگهداری یادکرد:نام‌های متعدد:فهرست نویسندگان (link)
11. ↑  Sukyoung Yi, Pierre Demarque, Yong-Cheol Kim, Young-Wook Lee, Chang H. Ree, Thibault Lejeune, Sydney Barnes (2001). "Toward Better Age Estimates for Stellar Populations: The {\displaystyle Y^{2}} Isochrones for Solar Mixture". Astrophysical Journal Supplement. 136: 417. arXiv:astro-ph/0104292. Bibcode:2001ApJS..136..417Y. doi:10.1086/321795.{{cite journal}}:  نگهداری یادکرد:نام‌های متعدد:فهرست نویسندگان (link)
12. ↑  Simon A. Wilde, John W. Valley, William H. Peck, Colin M. Graham (2001). "Evidence from detrital zircons for the existence of continental crust and oceans on the Earth 4.4 Gyr ago" (PDF). Nature. 409 (6817): 175–8. doi:10.1038/35051550. PMID 11196637.{{cite journal}}:  نگهداری یادکرد:نام‌های متعدد:فهرست نویسندگان (link)
13. 1 2  Courtland, Rachel (July 2, 2008). "Did newborn Earth harbour life?". New Scientist. Retrieved April 13, 2014.
14. ↑  "UCLA scientists strengthen case for life more than 3.8 billion years ago" (Press release). University of California-Los Angeles. 21 July 2006. Archived from the original on 15 July 2021. Retrieved 2008-04-29.
15. ↑  Morbidelli, Alessandro (2008-02-03). "Origin and dynamical evolution of comets and their reservoirs". arXiv:astro-ph/0512256.
16. ↑  Jeff Hecht (2 April 1994). "Science: Fiery future for planet Earth". New Scientist. No. 1919. p. 14. Retrieved 2007-10-29.
17. ↑  Jeffrey Stuart Kargel (2004). "billion+years"+sun Mars: A Warmer, Wetter Planet. Springer. ISBN 1-85233-568-8. Retrieved 2007-10-29.
18. ↑  Fraser Cain (2007). "When Our Galaxy Smashes Into Andromeda, What Happens to the Sun?". Universe Today. Retrieved 2007-05-16.
19. 1 2  K. P. Schroder, Robert Connon Smith (2008). "Distant future of the Sun and Earth revisited". Monthly Notices of the Royal Astronomical Society. 386 (1): 155–163. arXiv:0801.4031. Bibcode:2008MNRAS.386..155S. doi:10.1111/j.1365-2966.2008.13022.x.
20. ↑  I. J. Sackmann, A. I. Boothroyd, K. E. Kraemer (1993). "Our Sun. III. Present and Future". Astrophysical Journal. 418: 457. Bibcode:1993ApJ...418..457S. doi:10.1086/173407.{{cite journal}}:  نگهداری یادکرد:نام‌های متعدد:فهرست نویسندگان (link)
21. ↑  Ralph D. Lorenz, Jonathan I. Lunine, Christopher P. McKay (1997). "Titan under a red giant sun: A new kind of "habitable" moon" (PDF). Geophysical Research Letters. 24 (22): 2905–8. Bibcode:1997GeoRL..24.2905L. doi:10.1029/97GL52843. PMID 11542268. Archived from the original (PDF) on 24 July 2011. Retrieved 2008-03-21.{{cite journal}}:  نگهداری یادکرد:نام‌های متعدد:فهرست نویسندگان (link)
22. ↑  Bruce Balick (Department of Astronomy, University of Washington). "Planetary nebulae and the future of the Solar System". Personal web site. Archived from the original on 19 December 2008. Retrieved 2006-06-23.
23. ↑  Barrow, John D.; Tipler, Frank J. (1988). اصل انسان‌نگر. انتشارات دانشگاه آکسفورد. ISBN 978-0-19-282147-8. LCCN 87028148. {{cite book}}: Cite has empty unknown parameter: |nopp= (help)
24. ↑  Freeman Dyson (July 1979). "Time Without End: Physics and Biology in an open universe". Reviews of Modern Physics. Institute for Advanced Study, Princeton New Jersey. 51 (3): 447. Bibcode:1979RvMP...51..447D. doi:10.1103/RevModPhys.51.447. Archived from the original on 16 May 2008. Retrieved 2008-04-02.